# Tambahsari (Pati)
Tambahsari is een bestuurslaag in het regentschap Pati van de provincie Midden-Java, Indonesië. Tambahsari telt 1423 inwoners (volkstelling 2010).